# Patinação de velocidade nos Jogos Olímpicos de Inverno de 1972
A patinação de velocidade(pt-BR) ou patinagem de velocidade(pt-PT?) nos Jogos Olímpicos de Inverno de 1972 consistiu de quatro de eventos para homens e quatro para mulheres. As provas foram realizadas em Sapporo, no Japão.
Ard Schenk, dos Países Baixos, conquistou três das quatro medalhas de ouro em disputa para os homens, enquanto que Erhard Keller, da Alemanha Ocidental, conquistou o bicampeonato olímpico nos 500 metros masculino.

## Medalhistas

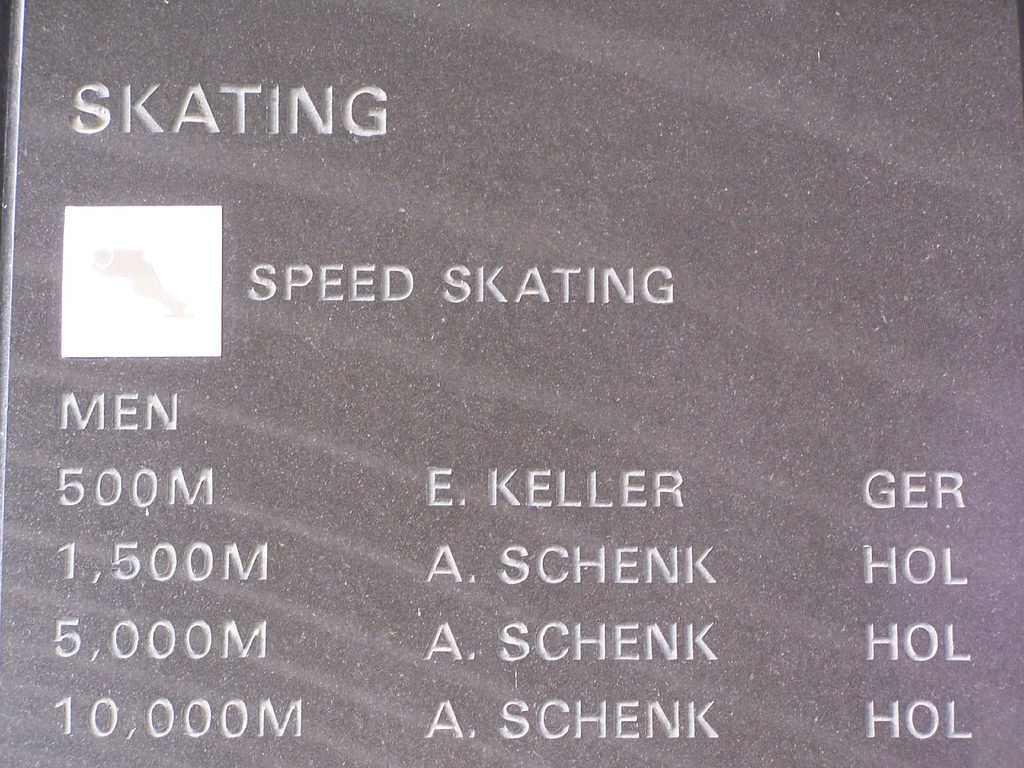
Placa com os campeões da patinação de velocidade masculina.

Masculino
| Evento                | Ouro                                 | Prata                          | Bronze                             |
| --------------------- | ------------------------------------ | ------------------------------ | ---------------------------------- |
| 500 metros detalhes   | Erhard Keller FRG Alemanha Ocidental | Hasse Börjes SWE Suécia        | Valery Muratov URS União Soviética |
| 1500 metros detalhes  | Ard Schenk NED Países Baixos         | Roar Grønvold NOR Noruega      | Göran Claeson SWE Suécia           |
| 5000 metros detalhes  | Ard Schenk NED Países Baixos         | Roar Grønvold NOR Noruega      | Sten Stensen NOR Noruega           |
| 10000 metros detalhes | Ard Schenk NED Países Baixos         | Kees Verkerk NED Países Baixos | Sten Stensen NOR Noruega           |

Feminino
| Evento               | Ouro                                | Prata                                  | Bronze                                 |
| -------------------- | ----------------------------------- | -------------------------------------- | -------------------------------------- |
| 500 metros detalhes  | Anne Henning USA Estados Unidos     | Vera Krasnova URS União Soviética      | Lyudmila Titova URS União Soviética    |
| 1000 metros detalhes | Monika Pflug FRG Alemanha Ocidental | Atje Keulen-Deelstra NED Países Baixos | Anne Henning USA Estados Unidos        |
| 1500 metros detalhes | Dianne Holum USA Estados Unidos     | Stien Baas-Kaiser NED Países Baixos    | Atje Keulen-Deelstra NED Países Baixos |
| 3000 metros detalhes | Stien Baas-Kaiser NED Países Baixos | Dianne Holum USA Estados Unidos        | Atje Keulen-Deelstra NED Países Baixos |

## Quadro de medalhas
| Ordem | País                   | Medalha de ouro | Medalha de prata | Medalha de bronze |    |
| ----- | ---------------------- | --------------- | ---------------- | ----------------- | -- |
| 1     | NED Países Baixos      | 4               | 3                | 2                 | 9  |
| 2     | USA Estados Unidos     | 2               | 1                | 1                 | 4  |
| 3     | FRG Alemanha Ocidental | 2               |                  |                   | 2  |
| 4     | NOR Noruega            |                 | 2                | 2                 | 4  |
| 5     | URS União Soviética    |                 | 1                | 2                 | 3  |
| 6     | SWE Suécia             |                 | 1                | 1                 | 2  |
| TOTAL | TOTAL                  | 8               | 8                | 8                 | 24 |